# Larry Bowa
Lawrence Robert Bowa (né le 6 décembre 1945 à Sacramento, Californie, États-Unis) est un joueur, manager et entraîneur des Ligues majeures de baseball.
Durant sa carrière de joueur, de 1970 à 1985, Bowa a été sélectionné cinq fois pour le match des étoiles et remporté deux Gants dorés à la position d'arrêt-court. Il a aussi fait partie de l'équipe des Phillies de Philadelphie championne de la Série mondiale 1980. Il a par la suite été manager pour San Diego et Philadelphie. Il est l'actuel instructeur de banc des Phillies.

## Carrière de joueur

### Phillies de Philadelphie
Larry Bowa obtient son premier contrat professionnel en 1965 des Phillies de Philadelphie, avec qui il s'aligne à ses 12 premières saisons dans les grandes ligues. Il dispute son premier match dans les majeures le 7 avril 1970, produisant 34 points en 145 parties jouées et prenant la 3e place du vote pour élire la recrue de l'année de la Ligue nationale derrière Carl Morton des Expos de Montréal et Bernie Carbo des Reds de Cincinnati.
Au cours de sa carrière, Bowa s'est surtout distingué par son solide jeu défensif. Il a remporté le Gant doré au poste d'arrêt-court en 1972 et 1978. Il a mené la Ligue nationale à six reprises pour la moyenne défensive, alors un record. Au moment de la retraite en 1985, il détenait aussi le record du plus grand nombre de parties jouées (2 222) à l'arrêt-court dans la Ligue nationale. Après la saison 2009, il est 2e dans la Nationale (derrière les 2 511 parties d'Ozzie Smith) pour les matchs joués à l'arrêt-court et 4e dans l'histoire des majeures après Luis Aparicio (2 581), Smith et Cal Ripken (2 302).
Bowa possède présentement la 2e meilleure moyenne défensive en carrière de tous les arrêt-courts de l'histoire de la Ligue nationale, mais pourrait récupérer le record éventuellement puisque le meneur, Jimmy Rollins (,983 avant la saison 2010), est toujours un joueur actif. Dans l'ensemble des Ligues majeures, il est 4e parmi les arrêt-courts ayant joué un minimum de 1 000 parties, derrière Omar Vizquel (,985 avant la saison 2010), Mike Bordick (,982 en carrière) et Rollins.
À sa deuxième saison, en 1971, Bowa bat un record établi en 1959 par Ernie Banks pour la meilleure moyenne défensive à l'arrêt-court (,985) et brise sa propre marque en affichant un pourcentage défensif de ,991 en 1979. Le record actuel est détenue par Mike Bordick avec ,998 pour Baltimore en 2002,.
À l'offensive, Bowa, un frappeur ambidextre, a lentement développé ses habiletés de frappeur de contact, réussissant 2 191 coups sûrs en 16 années dans les majeures. Plutôt discret au bâton à ses premières saisons, ses statistiques à l'attaque s'améliorent au fil des ans. Il frappe dans une moyenne au bâton supérieure ou égale à ,280 par saison à quatre reprises, culminant à ,305 pour l'année 1975. Ne possédant guère de puissance au bâton, Bowa ne frappe que 15 coups de circuit en 2 247 parties jouées en carrière. Sa première longue balle ne sera réussie qu'à sa troisième saison et à sa 415e partie dans les majeures ! De plus, de ses 15 circuits en carrière, 12 à peine ont été claqués hors du stade et 3 furent réussis à l'intérieur du terrain.
Coureur alerte sur les sentiers, Bowa réussit 318 vols de but en 423 essais, connaissant 9 campagnes de plus de 20 larcins, et trois avec au moins 30, dont un record personnel de 39 en 1974. Il totalise plus de 10 triples par année en 3 occasions et mène les Ligues majeures dans cette catégorie avec 13 en 1972.
Bowa s'avère d'une grande utilité pour les Phillies de 1970 à son départ en 1981, apportant de la stabilité du côté gauche de l'avant-champ aux côtés du joueur de troisième but vedette Mike Schmidt et participant à cinq parties d'étoiles (1974, 1975, 1976, 1978, 1979) dont trois comme arrêt-court partant de la formation de la Ligue nationale (en 1974, 1978 et 1979).
En 1978, il est considéré au scrutin déterminant le joueur par excellence de la saison dans la Nationale, terminant 3e derrière Dave Parker des Pirates de Pittsburgh et Steve Garvey des Dodgers de Los Angeles.
Les Phillies atteignent les séries éliminatoires à cinq reprises durant cette période. Bowa se distingue en affichant des moyennes au bâton supérieures à ,300 lors des Séries de championnat de 1978 et 1980, contre Los Angeles et Houston respectivement. De plus, il frappe 9 coups sûrs en 24 apparitions au bâton lors de la Série mondiale 1980 contre les Royals de Kansas City pour une moyenne de ,375. Les Phillies remportent le premier titre mondial de leur histoire à cette occasion. Bowa établit un record (qu'il détient toujours) en amorçant 7 double-jeux dans la série finale.

### Cubs de Chicago
Le 27 janvier 1982, Philadelphie échange un joueur de deuxième but encore inconnu, Ryne Sandberg, ainsi que Larry Bowa aux Cubs de Chicago contre l'arrêt-court Ivan DeJesus. L'expérience du vétéran Bowa et l'émergence du jeune Sandberg, qui terminera son parcours au Temple de la renommée du baseball plusieurs années plus tard, sont pour beaucoup dans la conquête du championnat de la division Est par les Cubs en 1984. DeJesus ne fait quant à lui que passer à Philadelphie, faisant de cette transaction une des moins glorieuses de l'histoire des Phillies.
Bowa joue 3 saisons et demie à Chicago, l'équipe le libérant de son contrat en août 1985. Il passe les dernières semaines de la saison de baseball chez les Mets de New York, enfilant l'uniforme à 15 reprises avant d'annoncer sa retraite.
En 2 247 parties dans les Ligues majeures, Larry Bowa a maintenu une moyenne au bâton de ,260 avec 2 191 coups sûrs, dont 262 doubles, 99 triples et 15 coups de circuit. Il totalise 525 points produits, 987 points comptés et 318 buts volés. Sa moyenne défensive en carrière est de ,980 avec 6 857 assistances, 1 265 double-jeux et seulement 211 erreurs en 2 222 matchs et 19 058 manches passées à l'avant-champ.

## Carrière de manager

### Padres de San Diego
L'année suivant sa retraite de joueur, Larry Bowa décroche un premier emploi comme manager avec les Stars de Las Vegas, le club-école de classe AAA des Padres de San Diego. Il mène les Stars, auteurs d'une fiche victoires-défaites de 80-62, au championnat de la Ligue de la Côte du Pacifique. Le manager-général des Padres, Jack McKeon, offre à Bowa le poste de manager du grand club.
Après un lent début en 1987 - seulement 12 victoires en 54 parties - Bowa remet quelque peu l'équipe sur les rails. Mais les Padres finissent en dernière place de la division Ouest avec 97 revers en 162 parties. Néanmoins, le manager obtient une prolongation de contrat.
En 1988, la formation californienne perd 30 de ses 46 premières parties et le président des Padres, Chub Feeney, remplace Bowa par McKeon. Le caractère bouillant, parfois agressif de Bowa, l'aura mal servi durant son bref passage aux commandes de l'équipe, malgré ses efforts pour maîtriser son tempérament, à la demande de Feeney. Lorsque le président du club tente au téléphone d'annoncer sa décision de le congédier, Bowa raccroche la ligne au nez de son employeur. En 1987 et 1988, Bowa a mené San Diego à seulement 81 victoires en 208 matchs pour un faible pourcentage de victoires de ,389.

### Phillies de Philadelphie
En 2001, Larry Bowa obtient une nouvelle chance comme manager. Prenant la tête des Phillies de Philadelphie, un club de dernière position en 2000, il mène l'équipe à une saison de 86-76 qui la place au second rang dans l'Est à seulement deux parties des champions de division, les Pirates de Pittsburgh. Bowa est nommé gérant de l'année dans la Ligue nationale.
L'équipe joue un match sous la moyenne de ,500 en 2002, puis se relève en 2003 avec une fiche de 86-76. Les Phillies ont gagné dix matchs de plus qu'ils n'en ont perdu (85-75) en 2004 lorsque Bowa est remplacé par Gary Varsho à deux jours de la fin de la saison. Sa fiche à la tête des Phillies est de 337-308 en 645 matchs, pour un pourcentage de victoire de ,522. Il s'agissait du plus grand nombre de victoires pour un manager de la franchise depuis les 278 victoires du gérant Pat Moran entre 1915 et 1917.
Au total avec San Diego et Philadelphie, Bowa présente un dossier de 418-435 en 853 parties dirigées, pour un pourcentage de victoires de ,490.

## Carrière d'entraîneur
Après avoir perdu son poste de manager des Padres en 1988, Bowa est devenu instructeur au troisième but pour les Phillies de Philadelphie. Il a exercé cette fonction de 1988 à 1996, avant que sa mauvaise relation avec le propriétaire de la franchise, Bill Giles, ne le pousse vers la sortie. Il est par la suite instructeur au troisième but chez les Angels d'Anaheim (de 1997 à 1999) et les Mariners de Seattle (en 2000) avant de se réconcilier avec Giles et d'obtenir pour 2001 le poste de manager des Phillies.
Larry Bowa est de 2008 à 2010 l'instructeur au troisième but des Dodgers de Los Angeles. Son embauche a été annoncée en novembre 2007 dans la foulée de l'embauche du manager Joe Torre. Il avait précédemment joué le même rôle pendant deux ans pour les Yankees de New York que dirigeait alors Torre. Son numéro d'uniforme est le 10 comme instructeur des Dodgers.
De 2011 à 2013, il est analyste à la télévision pour MLB Network. Le 8 octobre 2013, les Phillies de Philadelphie annoncent que Bowa revient avec le club en 2014 en qualité d'instructeur de banc aux côtés du gérant Ryne Sandberg.

### Incidents
En 2008, le baseball majeur a établi de nouvelles règles pour protéger les instructeurs positionnés sur le terrain pendant une partie. Après la mort accidentelle en 2007 d'un instructeur des ligues mineures, Mike Coolbaugh, atteint par une fausse balle, les Ligues majeures obligent les instructeurs aux premier et troisième but à porter un casque protecteur sur le terrain plutôt que la casquette. De plus, ils ne sont pas autorisés à quitter leur position à l'extérieur des lignes de démarcation, un périmètre déterminé par des lignes peintes sur le terrain.
Au camp d'entraînement de 2008, Larry Bowa annonce qu'il refuse catégoriquement de porter le casque désormais obligatoire. À l'instar de l'instructeur au premier coussin Mariano Duncan, il défie la nouvelle règle lors du premier match pré-saison des Dodgers à Vero Beach en Floride et se dit prêt à signer 162 chèques au baseball majeur pour les 162 amendes qu'il écoperait en refusant de coopérer durant la saison régulière. Il annonce de plus son projet de se présenter sur le terrain en portant un masque, un plastron et des jambières pour tourner le règlement en ridicule. Après avoir été informé par la ligue qu'il n'y aurait pas qu'une amende mais aussi une expulsion pour chaque récalcitrant, Larry Bowa accepte finalement de mauvaise grâce de porter le casque.
Ce ne sera qu'une question de semaines avant qu'il ne défie l'autre nouveau règlement : au second match de la saison régulière 2008, le 1er avril contre les Giants de San Francisco au Dodger Stadium de Los Angeles, Bowa s'aventure hors du périmètre réservé à l'instructeur du troisième but, pour être rappelé à l'ordre par l'arbitre en chef Ed Montague. Expulsé de la partie, Bowa s'indigne de la décision de l'officiel et se met à l'enguirlander. Selon l'officiel, Bowa pousse le manager Joe Torre, intervenu dans l'altercation, en sa direction à plusieurs reprises. Ce fut finalement Bob Schaefer, un instructeur sur le banc des Dodgers, qui sortit de l'abri et agrippa son collègue par le blouson pour l'entraîner hors du terrain. Une fois dans l'abri des joueurs, Bowa lance à bout de bras une glacière de Gatorade. Montague, un arbitre comptant 31 années d'expérience, décrivit la situation comme l'une « des plus ridicules » de sa carrière. Suspendu pour 3 matchs par le préfet de discipline de la Ligue majeure, Bob Watson, en raison de son comportement « inapproprié et agressif », Larry Bowa réplique en disant que Watson a une vendetta personnelle contre lui et qu'il ferait mieux de s'occuper du cas des joueurs dopés.

## Vie personnelle
Larry Bowa est l'oncle de Nick Johnson, un joueur des Ligues majeures.